# MG TF

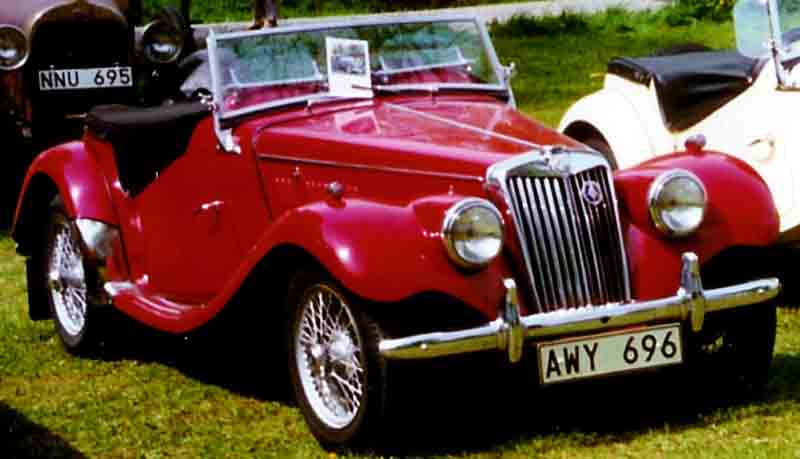
MG TF från 1954.

MG TF är den sista modellen från MG i den populära t-serien som inleddes med TA under 1930-talet. Förutom dessa två finns även TB, TC och TD. Beteckningen TE hoppades över eftersom tillverkaren ansåg att namnet lät alltför likt någon form av barnljud. Hela T-serien har mycket gemensamt till exempel att de har en kaross byggd på stomme av askträ monterad på ram. TF är en lätt modernisering av föregångaren MG TD. I Huvudsak är det karossen som blivit en aning mer strömlinjformad med lutande grill etc. Annars är modellerna närmast identiska. Motorn är på 1250 cc och 58 hk i standardutförande men eftermontering av kompressor för att höja effekten är relativt vanligt. Den har beteckningen XPAG och är vanlig i flera gamla andra BMC-bilar. Konstruktionen är enkel med stötstänger och två ventiler per cylinder. TF tillverkades endast under 1953-55 och sista årgången kunde fås med motorn uppborrad till 1500 cc och därmed ökad effekt till 63 hk. Denna motor har beteckningen XPEG och var ett mer eller mindre desperat försök att tysta de köpare som var besvikna på prestandan. De flesta av dessa bilar gick till USA. I Sverige finns idag drygt 100 TF varav ett tio-tal har 1500 cc-motor. Modellen är förhållandevis eftertraktad och för en bil i originalskick får man ge upp till 250 000-300 000 kr. På flertalet bilar som finns kvar idag har man valt att ändra utväxlingen i bakaxeln genom att helt enkelt byta till samma pinjong som sitter i efterföljaren MGA. Detta eftersom motorn annars varvar extremt kraftigt i dagens hastigheter. Toppfarten anges med originalutväxling till 142 Km/h och motorn varvar då ca 6600 rpm. Växellådan är fyrväxlad med osynkad 1:a.  
Notera att den senaste MG-modellen har samma modellbeteckning.
- Wikimedia Commons har media som rör MG TF.